# Ratania atlantica
Ratania atlantica is een eenoogkreeftjessoort uit de familie van de Rataniidae. De wetenschappelijke naam van de soort is voor het eerst geldig gepubliceerd in 1926 door Farran.